# Tom Lagerborg
Tom Birger Lagerborg, född 29 november 1942 i Jakobs församling i Stockholm, död 19 oktober 2018 i Simrishamns distrikt i Skåne län, var en svensk regissör, dramatiker och teaterchef.
Tom Lagerborg var son till författaren Ulf Grubbström i äktenskap med Eva Holm samt adopterad av sin styvfar, hovkapellisten Tore Lagerborg. Han avlade studentexamen 1963 och bedrev universitetsstudier i Stockholm 1963–1965.
År 1966 anställdes han vid Svenska Riksteatern, var teaterchef vid dess Örebroensemble (senare benämnd Örebro teater) 1969–1975, dramaturg vid Malmö stadsteater 1977–1978, regissör och konstnärlig rådgivare vid Svenska Riksteatern 1978–1981 och chef för Norrlandsoperan 1981–1987. Vidare var han redaktionschef för Kultur- och musikredaktionen på Kanal 1 vid Sveriges Television. Han verkade som dramatiker, översättare och frilansregissör vid Sveriges radio, TV med flera teatrar.
Tom Lagerborg var en tid från 1966 gift med skådespelaren Christina Frambäck. Från 1979 var han sedan gift med sufflösen Iréne Axelsson, som han fick tre barn med, till hennes död 2008. Han är gravsatt i Simrishamns minneslund.